# 磯部亀吉

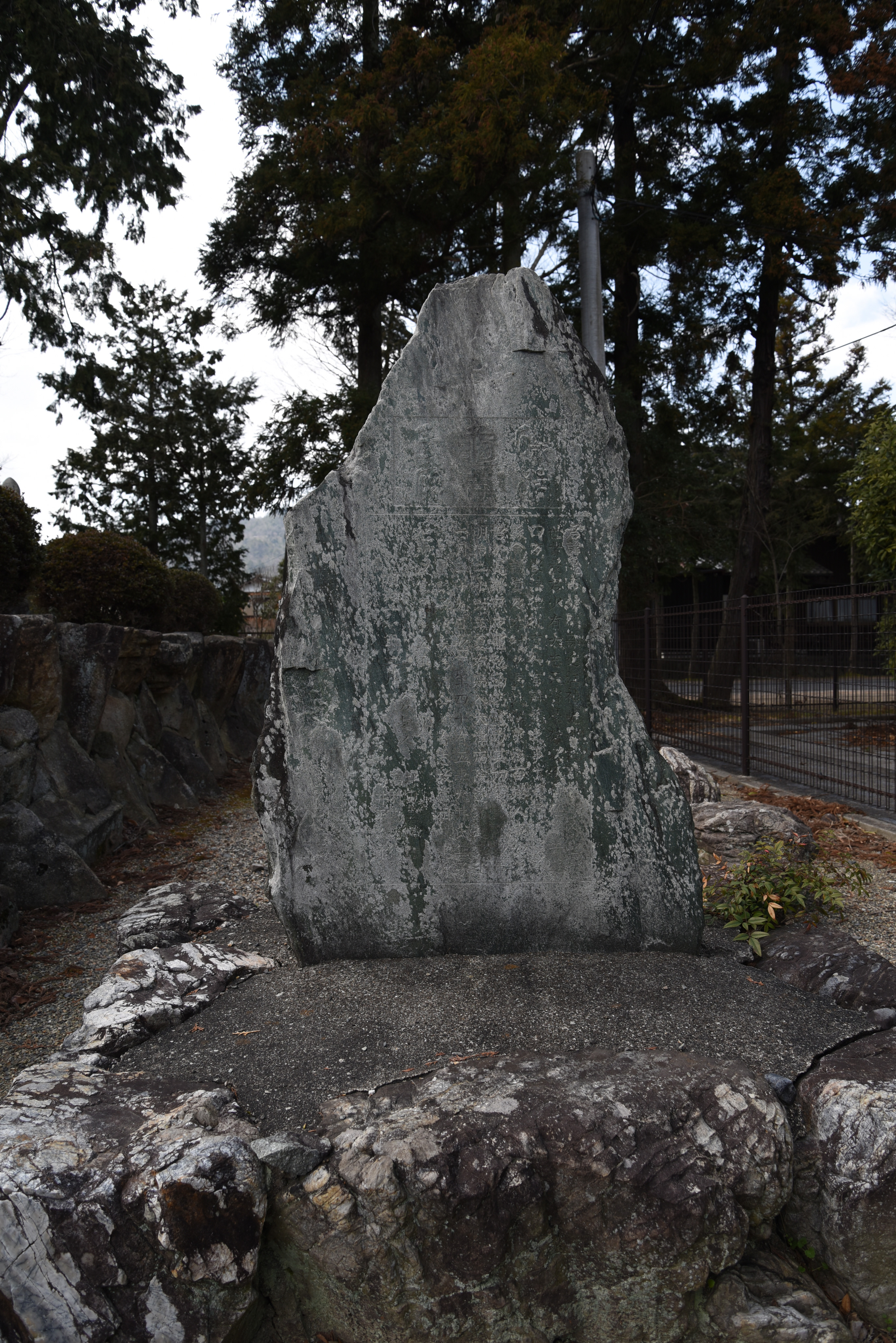
八日市市建部にある石碑

磯部 亀吉（いそべ かめきち、嘉永2年7月10日（1849年8月27日） - 明治26年（1893年）11月29日）は、明治時代、滋賀県旧神崎郡（のちの八日市市、現在の東近江市）選出の県会議員。

## 生涯
磯部家は神崎郡上中村（現在の東近江市建部上中町）では裕福な家であった。明治21年11月から明治25年の間、県会議員に選出されている。上中村戸長から明治22年6月に建部村初代村長に就任する。当時の制度では村長は官吏ではなく官からの給与は支払われていなかった。
旧八日市市域選出の県会議員は市の規模と比較して少ないのは否めない。これは、当地域では政治性が希薄であったことによる。そういった中、磯部亀吉は当地域選出の議員としては非常に活躍した議員であった。
村長として建部村の振興に尽力したため、建部村では磯部亀吉没後に磯部を顕彰するために石碑を建立した。

## 滋賀県庁移転
1891年（明治24年）12月16日、磯部が彦根への滋賀県庁移転案を滋賀県会に提出。
移転理由は『「大津は滋賀県の南にあるため北部の人民は不便を感じ、県庁と往復する際、常に不満の情を抱いていると主張しています。そして、鉄道が合流する草津や米原の中間に位置する彦根は交通網が発達して便利であり、滋賀県内第一の都市で大津町より多くの人口を有する点においても、県庁を置くことが当然である」と論じました。』（滋賀県ホームページ【コラム1】滋賀県庁の移転騒動　明治の県庁移転騒動より引用）との記載がある。彦根は県中央に位置しており、大津は県北部の住民にとっては遠すぎるというのが磯部の意見で有り、背景には湖北地方（旧彦根藩を中心とした旧犬上県）と湖南地方との対立があったと考えられる。また、明治16年の人口を比較すると大津市が18,160人、彦根町が21,891人であり彦根町の方が人口が多いという記録もある。
県庁移転の建議は、採決の結果、過半数の賛成により可決された。引き続き12月22日に開催された臨時県会では、可決済み建議の取り消しが提案されたが、滋賀県知事の大越亨が臨時県会で決議すべきではないと主張して県会の中止を命令した。背景には、1888年（明治21年）に洋風建築の庁舎が県庁所在地（大津市京町）に完成したばかりであったこと及び、大越は、他にも瀬田川の鉄橋架設や坂田郡と東浅井郡の合併という課題を抱えており、明治25年1月6日開催の県議会で建議取消しの取消しまでもが提案され可決された結果、二度目の県会中止命令を出した。
結局、2月8日に内務省の権限により県会解散となって県会議員選挙の再実施が決まり、県庁移転問題は一旦立ち消えとなった。

## 参考・引用文献等
- 滋賀縣 (1972年1月31日). 滋賀縣史. 最近世. 第四巻 (初 ed.). 滋賀縣
- 木村至宏 (2014年11月11日). 意外と知らない滋賀県の歴史を読み解く！　滋賀「地理・地名・地図」の謎. じっぴコンパクト新書　217 (初 ed.). 実業之日本社. pp. 54. ISBN 978-4-408-11092-9
- 山本弘文 (2014年8月21日).  あなたの知らない 滋賀県の歴史. 歴史新書「県史」シリーズ (初 ed.). 洋泉社. ISBN 978-4-8003-0462-9
- 八日市市市史編纂委員会　会長 望田𡧃三郎 (1987年2月25日). 八日市市. 近現代. 第四巻 (初 ed.). 八日市市役所